# Катастрофа CRJ-200 в Катманду
Катастрофа CRJ-200 в Катманду — авиационная катастрофа, произошедшая 24 июля 2024 года в аэропорту города Катманду (Непал). Bombardier CRJ-200 авиакомпании Saurya Airlines выполнял внутренний перелёт по перевозке технического персонала авиакомпании в аэропорт города Покхара. Сразу после взлета самолет упал рядом с ВПП. Из находившихся на его борту 19 человек (2 пилотов и 17 инженеров компании) выжил только командир, спасенный через 5 минут после катастрофы и получивший травмы средней степени тяжести. 

## Самолёт
Самолёт Bombardier CRJ-200ER (бортовой номер 9N-AME) принадлежал непальской авиакомпании Saurya Airlines. Он был выпущен в 2003 году.
На борту находились два члена летного экипажа и 17 техников, нанятых для проведения планового технического обслуживания самолёта. Среди них — 18 граждан Непала и 1 гражданин Йемена. 

## Ход событий
Самолёт вылетел из международного аэропорта Трибхуван в Покхару. Авиакатастрофа попала на видео. Выжил только командир воздушного судна. Остальные 18 человек погибли. 